# Мурид, Айман
Айман Мурид (араб. أيمن مريد‎; род. 7 мая 2000, Касабланка) — марокканский футболист, опорный полузащитник клуба «Балтика».

## Клубная карьера
Мурид — воспитанник футбольной Академии Мохаммеда VI. В 2019 году игрок перешёл в испанский «Леганес», где выступал за дублирующий состав. 17 декабря в матче Кубка Испании против «Андорры» он дебютировал за основной состав. В начале 2021 году Айман на правах аренды перешёл в «Мохаммедия». 14 февраля в матче против «Уджда» он дебютировал в чемпионате Марокко. По окончании аренды он вернулся в «Леганес».
Летом 2022 года Мурид перешёл в «Унион Турага». 14 сентября в матче против ФАР он дебютировал за новую команду. Первый гол за команду Мурид забил в ворота своего бывшего клуба, «Шабаб Мохаммедия», в рамках Кубка Трона Марокко. Всего за клуб Айман провёл 81 матч и отметился 1 голом и 5 голевыми передачами.
29 июня 2025 года перешёл в российский клуб «Балтика» из Калининграда. Контракт рассчитан на 4 года. 18 июля 2025 года дебютировал в РПЛ в гостевом матче против московского «Динамо».